# Térey János
Térey János (Debrecen, 1970. szeptember 14. – Budapest, 2019. június 3.) magyar író, költő, drámaíró, műfordító.

## Élete és munkássága
1989 és 1991 között magyar nyelv és irodalmat, illetve történelmet tanult a Budapesti Tanárképző Főiskolán, majd az Eötvös Loránd Tudományegyetem Bölcsészettudományi Karán. Verseit 1990-től kezdődően közölte többek között az Élet és Irodalom, a Holmi, a Jelenkor, az Alföld és a 2000. 
Első verseskötete 1991-ben  Szétszóratás címmel jelent meg a Cserépfalvi Könyvkiadó Poetika című könyvsorozatában. Második, A természetes arrogancia című verseskötete 1993-ban a József Attila Kör JAK-füzetek című sorozatának 63. köteteként látott napvilágot. Harmadik verseskötete 1995-ben A valóságos Varsó címmel a Seneca Kiadó Thesaurus című könyvsorozatában jelent meg. Ugyanebben az évben Déry Tibor-díjat kapott. 1996-ban Móricz Zsigmond-ösztöndíjat kapott, illetve elnyerte a Magyar Rádió Petőfi-díját. Negyedik verseskötete Tulajdonosi szemlélet címmel a Palatinus Kiadó gondozásában jelent meg.
1997 és 1998 között a Cosmopolitan olvasószerkesztője volt. 1998-tól kezdődően szabadfoglalkozású íróként dolgozott. 2006 tavaszán az Akademie Schloss Solitude-ösztöndíjasa volt Stuttgartban. 2010-ben a Halma Network vendége a lettországi Ventspilsben és az írországi Annaghmakerrigben, a Tyrone Guthrie Centre-ben.
Legjelentősebb munkája a Paulus című verses regény, illetve drámatetralógiája, A Nibelung-lakópark. A drámaciklus harmadik részét, a Hagen avagy a gyűlöletbeszéd címűt a Krétakör Színház mutatta be 2004 októberében a budavári Sziklakórházban, Mundruczó Kornél rendezésében. Az előadás vendégjátékként szerepelt Wiesbadenben, a „Neue Stücke aus Europa” fesztiválon. Filmes vállalkozása egy Harcos Bálinttal közösen írt verses operalibrettó, amelyikhez Tallér Zsófia írt zenét, és Mundruczó  filmjének szolgált szövegkönyvéül (Johanna). Következő darabja a Papp András társaságában 2006-ban írt Kazamaták (budapesti Katona József Színház, 2006); majd az Asztalizene (Radnóti Miklós Színház, 2007). A Protokoll című verses regényének dramatizált változatát ugyancsak a Radnóti Színház tűzte műsorára (2012).
Felesége Harmath Artemisz irodalomkritikus, gyermekei Térey Ágoston (2012) és Térey Zsigmond Sebestyén (2013).
Életének 49. évében hunyt el hirtelen fellépő egészségügyi probléma következtében 2019. június 3-án. Veleszületett szívrendellenesége volt.

## Emlékezete
2019-ben a Digitális Irodalmi Akadémia posztumusz tagjává választotta. Ugyanebben az évben a Petőfi Irodalmi Múzeum ösztöndíjat alapított középkorú íróknak, amelyet róla neveztek el. Az ösztöndíjbizottság első elnöke Térey János özvegye, dr. Harmath Artemisz.
2020. szeptember 14-én, születésének 50. évfordulóján debreceni szülőházán emléktáblát helyeztek el.
A Fővárosi Közgyűlés 2020. szeptember 30-án posztumusz Budapest Főváros önkormányzata díszpolgári címet adományozott neki.

## Megjelent munkái

#### Verseskötetek
- Szétszóratás (Cserépfalvi, 1991; második kiadás: Parnasszus, 2011)
- A természetes arrogancia (József Attila Kör-Pesti Szalon, 1993) (JAK-füzetek)
- A valóságos Varsó. Panaszkönyv (Seneca, 1995)
- Tulajdonosi szemlélet (Palatinus, 1997)
- Térerő (Palatinus, 1998)
- Drezda februárban (Palatinus, 2000)
- Sonja útja a Saxonia mozitól a Pirnai térig (válogatott versek, 1988-2001; Palatinus, 2003)
- Ultra (új versek, 2002-2006; Magvető, 2006)
- Moll (újabb versek, 2006-2012; Libri, 2013)
- Őszi hadjárat (összegyűjtött és új versek, 1985-2015; Jelenkor, 2016)
- Nagy tervekkel jöttem Rosmersholmba (2016–2019 posztumusz kiadás; Jelenkor, 2019)

#### Epikai művek
- Termann hagyományai (novellák, Seneca, 1997)
- Paulus (verses regény, Palatinus, 2001 – újabb kiadásai: 2001, 2002, 2003, Palatinus, ill. 2007, Magvető Könyvkiadó)
- Protokoll (regény versekben, Magvető, 2010)
- Teremtés vagy sem (esszék és portrék, 1990-2011, Libri, 2012)
- Termann hagyatéka (novellák, 1989-2011, 2. jav., átdolg. kiad.; Libri, 2012)
- Átkelés Budapesten (novellák, Libri, 2014)
- A Legkisebb Jégkorszak (regény, Jelenkor, 2015)
- Káli holtak (regény, Jelenkor, 2018, 2019)
- Boldogh-ház. Kétmalom utca. Egy cívis vallomásai; Jelenkor, Bp., 2020
- Szükséges fölösleg (összegyűjtött interjúk, Jelenkor, 2022.)

#### Drámák
- A Nibelung-lakópark (fantázia Richard Wagner nyomán, Magvető, 2004)
- Asztalizene (színmű három tételben, Magvető, 2008)
- Jeremiás avagy Isten hidege (misztérium nyolc képben, Magvető, 2009)
- Kazamaták (tragédia, Jelenkor, 2016) (Papp Andrással közösen)
- A Nibelung-lakópark (fantázia Richard Wagner nyomán, Jelenkor, 2021)

#### Idegen nyelvű könyvei
- KaltWasserKult. Gedichte; németre ford. Kalász Orsolya, Monika Rinck; Merz&Solitude, Stuttgart, 2007 (Reihe Literatur)
- 2008 – Hagen, ou l'Hymne á la haine (Hagen, avagy a gyűlöletbeszéd, francia nyelven, Édition Theatrales)
- 2009 – Költőpárok – Dichterpaare Anja Utler – Térey János (versek két nyelven, Kortina, Bécs)
- 2019 – Budapester Überschreitungen (Átkelés Budapesten, német nyelven, ford. Wilhelm Droste; Arco Verlag, Bécs)

#### Antológiák
- Hagen avagy A gyűlöletbeszéd; in: Harmincból öt. Örkény-ösztöndíjas drámaírók antológiája. Válogatás az NKÖM Örkény István drámaírói ösztöndíjasainak munkáiból, 1998-2003; összeáll., utószó Radnóti Zsuzsa; Hungarofest Kht., Bp., 2004
- Haláli dumák. Erdős Virág, Háy János, Kukorelly Endre, Nényei Pál, Papp András, Térey János, Toepler Zoltán drámáiból; összeáll. Háy János; Új Világ, Bp., 2005 (Európai kulturális füzetek)
- 2017 – Barabás Zsófi; szöveg Grecsó Krisztián, Térey János; Faur Zsófi Galéria, Bp., 2017 (Mai magyar képzőművészet)
- 2015  – Miss Omnipontetia (kortárs magyar antológia, versek angolul, Libri)
- 2022  – They’ll Be Good for Seed (angol nyelvű magyar költészeti antológia, szerk. Gyukics Gábor, előszó Otcsik Roland)

## Színpadi bemutatói
- A Színházi adattárban regisztrált bemutatóinak száma szerzőként: 16, közreműködőként 33[6]
- Alekszandr Puskin: Borisz Godunov (fordítás. Madách Kamara Színház, 2002. Rendezte: Kovalik Balázs)
- A Nibelung-lakópark (Budavári Sziklakórház, 2004. Előadta a Krétakör Színház. Rendező: Mundruczó Kornél)
- Arnold Schönberg: Pierrot Lunaire (Albert Giraud-Erich Hartleben szövegkönyvének fordítása, előadta Ambrus Asma. MU Színház, 2005)
- Pedro Calderón de la Barca: Az élet álom (fordítás. Nemzeti Színház, 2005. Rendező: Valló Péter)
- Lope de Vega: A kertész kutyája (fordítás. Vígszínház, 2006. Rendező: Ács János)
- Kazamaták (Papp Andrással. A budapesti Katona József Színház, 2006. Rendező: Gothár Péter)
- Szophoklész: Trakhiszi nők (fordítás. Kamra, 2007. Rendező: Gothár Péter)
- Asztalizene (Radnóti Színház, 2007. Rendező: Bagossy László)
- Asztalizene (Ódry Színpad, 2008. Rendező: Bálint András)
- Euripidész: Oresztész (fordítás. Nemzeti Színház, 2008. Rendező: Alföldi Róbert)
- Friedrich Dürrenmatt: A fizikusok (fordítás. Sanyi és Aranka Színház, 2009. Nyersfordítás: Harmath Artemisz Rendező: Horváth Csaba)
- Hagen ou l’Hymne à la haine (Theatre Dejazet, Paris, 2009. Rendező: Florian Sitbon)
- Jeremiás avagy Isten hidege (Nemzeti Színház, 2010. Rendező: Valló Péter)
- Protokoll (Radnóti Színház, 2012. Rendező: Valló Péter)
- Bertolt Brecht: Jóembert keresünk (fordítás, Vígszínház, 2012. Rendező: Michal Dočekal)
- Titus Maccius Plautus: A hőzöngő katona (fordítás Karsai Györggyel. Pesti Színház, 2013. Rendező: Szőcs Artúr)
- Paulus (a verses regény színpadi változata. Bethlen téri Színház, 2013. Rendező: Makranczi Zalán)
- Szophoklész: Oidipusz király (fordítás Karsai Györggyel. József Attila Színház, Gaál Erzsébet Stúdió, 2013. Rendező: Quintus Konrád)
- Szophoklész: Oidipusz király (u.a.). Székelyudvarhely, Tomcsa Sándor Színház, 2014. Rendező: Sorin Militaru)
- NIBELUNGbeszéd (A Nibelung-lakópark I-III. rész. Ódry Színpad, 2014. Rendező: Rába Roland)
- Peter Weiss: M/S (Marat/Sade, Kamra, 2014. Új dalszövegek Görgey Gábor fordításának átdolgozásában. Rendező: Dömötör András)
- Kazamaták (Papp Andrással. Szegedi Nemzeti Színház, 2018. Rendező: Máté Gábor)
- Euripidész: Médeia (fordítás Karsai Györggyel, Médeia, Weöres Sándor Színház, 2019. Rendező: Lukáts Andor)
- Lót - Szodomában kövérebb a fű (Örkény István Színház, 2019. Rendező Kovalik Balázs)
- Káli holtak (a regény alapján írta: Dömötör András és Bíró Bence. Katona József Színház, Budapest, 2021. Rendező: Dömötör András)

## Filmforgatókönyv
- Johanna (Tallér Zsófia zenéjével, rendezte Mundruczó Kornél, 2005)
- A Nibelung-lakópark (rendezte Mundruczó Kornél, 2009)

## Díjai, elismerései
- Déry Tibor-díj (1995)
- Móricz Zsigmond-ösztöndíj (1996)
- A Magyar Rádió Petőfi-díja (1996)
- Alföld-díj (Debrecen, 2000)
- József Attila-díj (2001)
- Palládium díj (2001)
- Tiszatáj-díj (Szeged, 2002)
- Füst Milán-díj (2002)
- Az évad legjobb magyar drámája (2003, 2008, 2009)
- Az NKÖM „Édes anyanyelvünk” pályázatán, vers kategóriában első díj (2004)
- A Szépírók Társaságának díja (2004)
- Szép Ernő-jutalom (2004)
- Az Év Könyve dráma kategóriában (2005)
- Színikritikusok díja (2005, 2006)
- A Magyar Köztársasági Érdemrend lovagkeresztje (2006)
- Látó-díj (Marosvásárhely, 2006)[7]
- Solitude-ösztöndíj (2006)
- AEGON művészeti díj (2008)
- Szép Ernő-jutalom (2008)
- Szépirodalmi Figyelő-díj (2009)
- Magyar Köztársaság Babérkoszorúja díj (2010)
- Székely Bicskarend (2010)[7]
- Színikritikusok Díja. A legjobb új magyar dráma (2011: Jeremiás, avagy Isten hidege)
- Szabó Magda és Szobotka Tibor emlékére-díj (2012)
- Vámospércs díszpolgára (2018)
- Alföld-díj (2019, posztumusz)
- Budapest díszpolgára (2020, posztumusz)
- Színikritikusok Díja. A legjobb új magyar dráma (2022, posztumusz: Káli holtak ) Dömötör Andrással és Bíró Bencével közösen